# Insomniatic
Insomniatic - płyta duetu Aly & AJ wydana 10 lipca 2007 w Stanach Zjednoczonych oraz 22 października 2007 w Wielkiej Brytanii i Włoszech. Zawiera 12 utworów, w tym singel "Potential Breakup Song" oraz remix "Chemical Reacts" z płyty Into The Rush.

## Lista utworów
1. Potential Breakup Song
2. Bullseye
3. Closure
4. Division
5. Like It Over Or Leave It
6. Like Whoa
7. Insomniatic
8. Silence
9. If I Could Have You Back
10. Flaterry
11. I'm Here
12. Chemicals Reacts Remix